# 218901 Gerdbuchholz
218901 Gerdbuchholz è un asteroide della fascia principale. Scoperto nel 2007, presenta un'orbita caratterizzata da un semiasse maggiore pari a 3,0760517 UA e da un'eccentricità di 0,1076326, inclinata di 2,11147° rispetto all'eclittica.